# Tully Blanchard
Tully Blanchard (né le 22 janvier 1954 à San Antonio, Texas) est un ancien catcheur (lutteur professionnel) ainsi qu'un pasteur chrétien américain. 
Fils du catcheur Joe Blanchard il commence sa carrière en 1975. Il se fait connaître sur la côte est des États-Unis à la Mid-Atlantic Championship Wrestling (en) dans la deuxième moitié des années 1980 en tant que membre du clan Four Horsemen. Au sein de cette fédération il devient triple champion du monde Télévision de la National Wrestling Alliance (NWA), champion poids-lourds des États-Unis de la NWA ainsi que champion poids-lourds national de la NWA. IL fait aussi équipe avec Arn Anderson avec qui il devient champion du monde par équipe de la NWA (version Mid-Atlantic) à deux reprises. Anderson et lui rejoignent la World Wrestling Federation (WWF) en 1988 où ils ajoutent un titre de champion du monde par équipe de la WWF à leur palmarès. Un contrôle antidrogue positif marque la fin de sa carrière en 1989. Il lutte ensuite de manière sporadique jusqu'en 2005 où il prend sa retraite. Entretemps, il se reconvertit en pasteur.

## Jeunesse
Blanchard est le fils de Joe Blanchard, un catcheur et promoteur de la Southwest Championship Wrestling à Houston. Dès ses dix ans, il commence à travailler au cours des spectacles de catch que son père organise en vendant des cacahuètes, du soda ou en distribuant des flyers. Il pratique de nombreux sports au lycée notamment le baseball, le basketball et le football américain. C'est dans ce dernier sport qu'il excelle et obtient une bourse universitaire pour étudier à l'Université d'état de l'Ouest du Texas A&M (en) et joue au poste de quaterback dans l'équipe de football. Cependant il ne réussit pas à attirer l'attention des recruteurs des franchises de la National Football League qui le juge trop petit et pas assez musclé.

## Carrière de catcheur

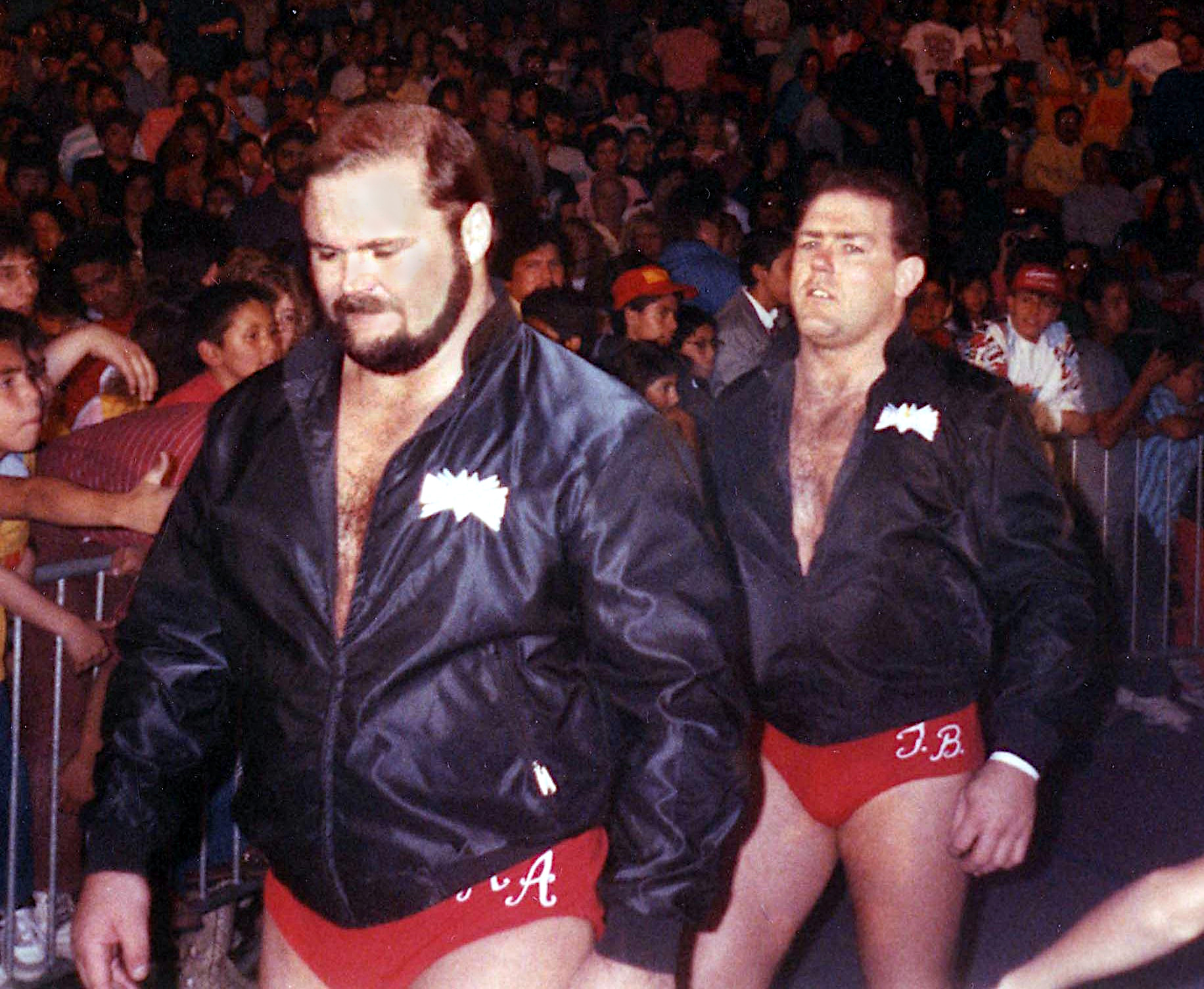
Brain Busters (Anderson et Blanchard).

Blanchard travaille comme arbitre durant ses études à la Southwest Championship Wrestling (SWCW), la fédération de son père. C'est son père ainsi que Jose Lothario qui l'entraîne pour devenir catcheur. Il fait son premier combats le 19 mai 1976 où il affronte Paul Perschmann. Il devient l'équipier de son père Joe et sont les rivaux de Dory et Terry Funk.
Il est le premier champion Télévision de la SWCW le 1er février 1978 en remportant un tournoi.

### All Elite Wrestling (2019-...)
En 2019, il rejoint la AEW en tant que manager de Shawn Spears. Le 22 août 2020, il devient le manager de FTR.

## Changements de carrière
Après des différends avec le dirigeant Jim Crockett et le scripteur Dusty Rhodes à propos de sa paye et de son partenaire par équipe Arn Anderson, Blanchard et Anderson quittent la JCP pour la World Wrestling Federation le 10 septembre 1988, perdant dans un match pour les titres face à Bobby Eaton et Stan Lane après une brève rivalité. À la WWF, ils sont surnommés « The Brain Busters » et sont épaulés par le manager heel Bobby Heenan. L'équipe bat Demolition pour le titres par équipe de la WWF le 17 juillet 1989, mais perdent face à Demolition le 2 octobre 1989. Blanchard et Anderson envisagent de retourner à la NWA ce qui pousse la WWF à réaliser un segment avec Heenan et les Brain Busters lors d'une édition des Saturday Night's Main Event diffusée le 25 novembre 1989. À cette époque, Blanchard est contrôlé positif à un test de drogue, et quitte donc la WWF. Bobby Heenan remplace lui-même Blanchard dans l'équipe de la Heenan Family aux Survivor Series un mois plus tard.
Blanchard et Anderson sont supposés retourner à la NWA pour reformer les Four Horsemen avec Ric Flair et Ole Anderson. Cependant, quand la NWA apprend l'infraction de Blanchard, elle refusait de lui offrir un contrat.
Sans contrat et en proie à des problèmes d'alcool et d'abus de drogue, Blanchard trouve la foi le 13 novembre 1989. Il négocie de nouveau avec la NWA pour rejoindre les Horsemen début 1990, mais décline rapidement l'offre qu'il considère insuffisante. Blanchard fait quelques apparitions à la AWA au printemps 1990 et est la tête d'affiche de promotions indépendantes à travers le pays, mais se retire bientôt à temps-plein du catch pour devenir pasteur. Il lutte rarement dans les années 90, ses matchs les plus remarquables étant celui avec Terry Funk à WCW Slamboree 1994 qui se termine en double-disqualification, et un match nul à la suite de la limite de temps avec celui qui est alors Extreme Championship Wrestling World Heavyweight Champion Shane Douglas en 1995. Le 29 janvier 2005 à WrestleReunion, Blanchard perd face à Jeff Jarrett dans un match où il est dit qu'il avait une bonne condition physique.
En 1992, Blanchard rejoint la Charlotte Christian School en tant qu'entraîneur assistant. Il y est surnommé « The Beast » (La Bête) en aidant des équipes de la School Athletic Association Championship à progresser.

## Vie privée
Blanchard a une fille Tessa (née en 1995) qui est elle aussi catcheuse.

## Ministère
En 2010, il devient conseiller à l'International Network of Prison Ministries (Réseau international des ministères de prison), une organisation chrétienne évangélique
.

## Palmarès
- Central States Wrestling
  - NWA Central States Heavyweight Championship (1 fois)[9]

- Mid-Atlantic Championship Wrestling
  - NWA National Heavyweight Championship (1 fois)[10]
  - NWA Television Championship (1 fois)[11]
  - NWA United States Heavyweight Championship (1 fois)[12]
  - NWA World Tag Team Championship (Mid-Atlantic version) (2 fois) avec Arn Anderson[13]
  - NWA World Television Championship (2 fois)[14]

- NWA All-Star Wrestling (Caroline du Nord)
  - NWA World Tag Team Championship (1 fois) avec Barry Windham[15]

- Pro Wrestling Illustrated
  - Trophée PWI Feud of the Year en 1987 avec les Four Horsemen contre les Super Powers et les Road Warriors[16].
  - Trophée du PWI Tag Team of the Year en 1989 avec Arn Anderson[17].

- Southwest Championship Wrestling
  - SCW Southwest Heavyweight Championship (4 fois)[18]
  - SCW Southwest Tag Team Championship (5 fois) avec Gino Hernandez[19]
  - SCW Southwest Television Championship (3 fois)[18]
  - SCW World Tag Team Championship (2 fois) avec Gino Hernandez[20]

- World Wrestling Federation
  - WWF World Tag Team Championship (1 fois) avec Arn Anderson[21]